# Gustave Ricard
Louis Gustave Ricard, född den 1 september 1823 i Marseille, död den 23 januari 1873 i Paris,  var en fransk målare.
Ricard studerade först i sin födelsestads akademi, sedan för Cogniet i Paris, men lärde mest av de gamla mästarna i Louvren, som han under många år studerade och kopierade. Han vistades länge i Venedig, reste i Belgien, Holland och England, varpå han 1850 slog sig ned i Paris. Där gjorde han en lysande debut med några porträtt, men tröttnade snart på att ställa ut sina arbeten, blev glömd och först efter sin död uppskattad som den mästare han på sitt område var, en konstnär för finsmakarna, för de mest fordrande. Hans porträtt är förnäm och ädel konst, utförda med stark karakterisering, säker modellering och känslig ljus- och färgbehandling. Bäst är han i sina själfulla och behagfulla kvinnobilder, exempelvis i de båda porträtt av fru de Calonne, som finns i Louvren och Luxembourg. Louvren äger även hans självporträtt och porträtt av Paul de Musset med flera. Många av hans arbeten finns i Marseille, i stadens museum och i privat ägo. Bland hans porträtt av konstnärer kan nämnas dylika av Heilbuth, Fromentin, Ziem, Chenavard och Chaplin. Han ägnades en monografi av Camille Mauclair (1903).